# Tardienta

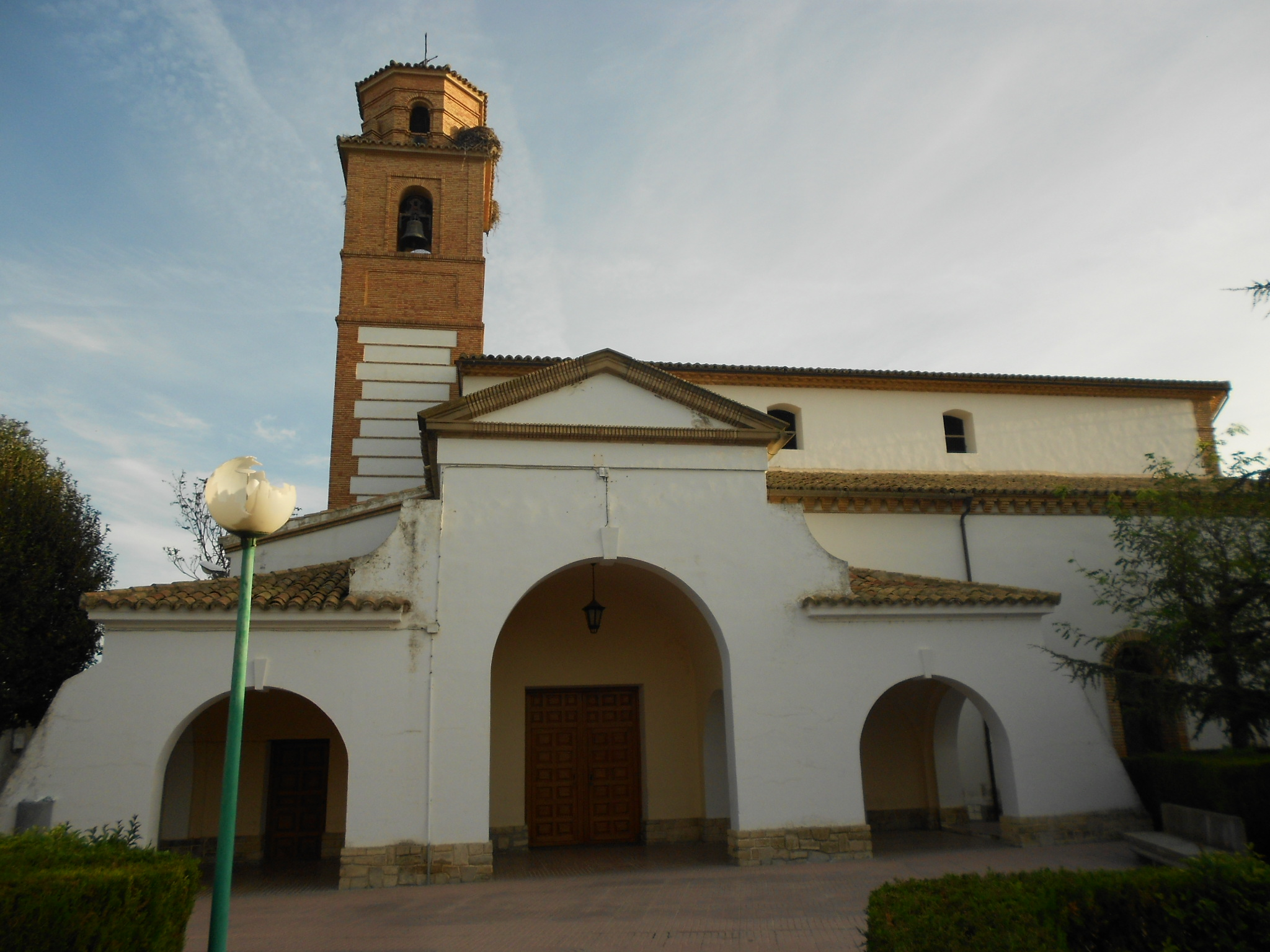

Tardienta est une commune d’Espagne, dans la province de Huesca, communauté autonome d'Aragon comarque de Monegros.

## Géographie
Tardienta est une petite ville agricole située tout près de Huesca aux confins de la plaine de la Violada, de la Hoya de Huesca et des espaces semi-désertiques de Los Monegros. Elle tire sa prospérité de l'arrivée du chemin de fer en 1861 et du canal de Los Monegros qui s'unit à celui de la Cinca pour irriguer plusieurs centaines d'hectares.
Accès par chemin de fer gare de Tardienta sur la LGV Saragosse-Huesca